# Der römische Brunnen
Der römische Brunnen ist ein Gedicht von Conrad Ferdinand Meyer aus dem Jahr 1882, in dem er die Fontana dei Cavalli Marini in der Villa Borghese beschreibt.

## Entstehung

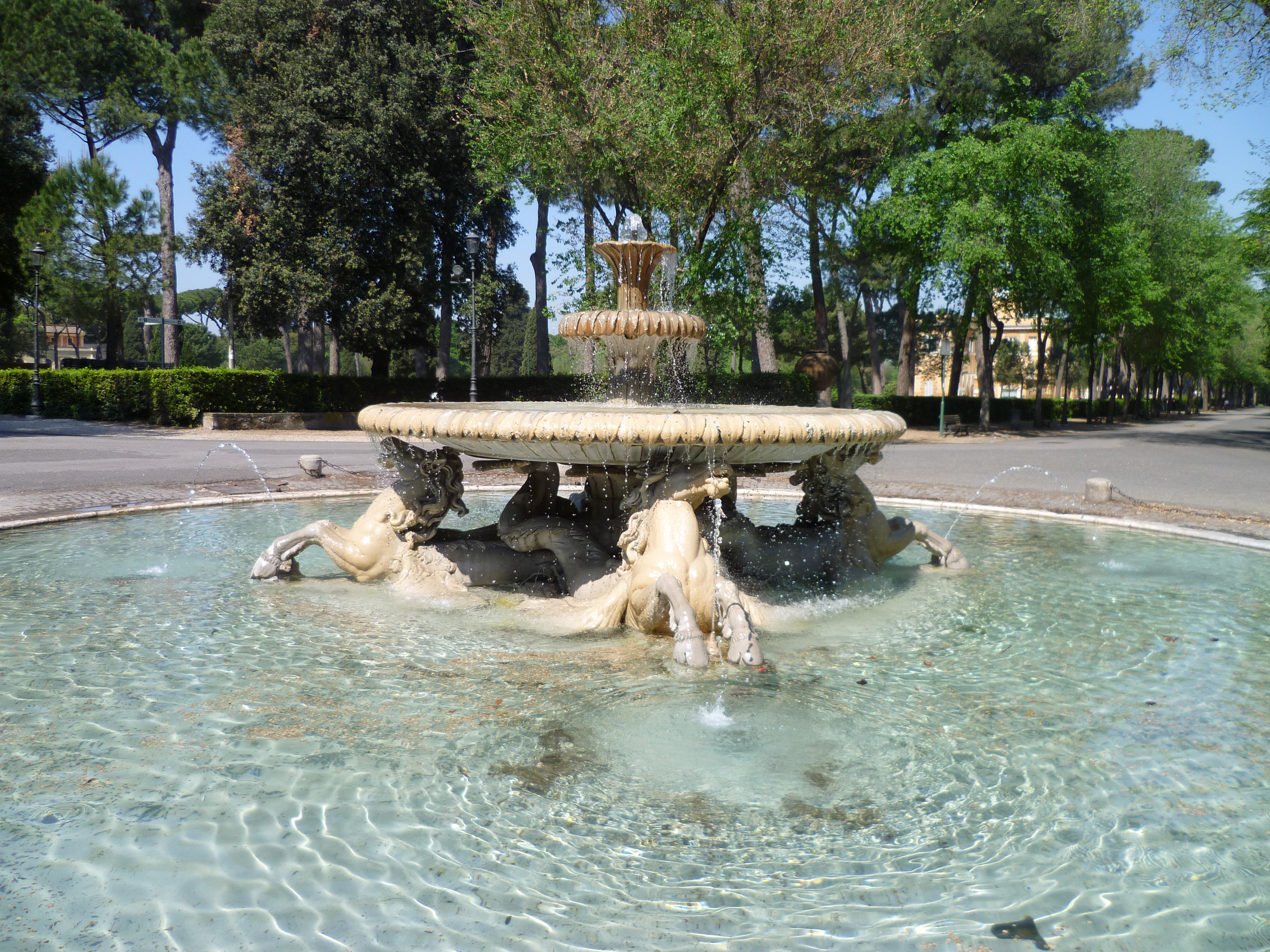
Fontana dei Cavalli Marini

Von diesem Gedicht existieren sieben Fassungen. Inspiriert wurde Meyer zu dem Gedicht auf seiner Italienreise im Jahr 1858, die erste Fassung schrieb er 1860, aber erst 1882 wurde das Gedicht in der heute bekanntesten Form veröffentlicht. Die vierte Version stammt zum Beispiel aus dem Jahr 1866, die sechste aus dem Jahr 1870 und die letzte aus dem Jahr 1882. Meyer arbeitete sehr sorgfältig an diesem Gedicht und verringerte dabei den Umfang des Gedichts von sechzehn Versen auf acht sowie von zwei Strophen auf eine Strophe. Es lag ihm viel daran, in möglichst wenigen Worten möglichst viel zu vermitteln, die Sprache also zu „verdichten“.

## Inhalt
Mit dem Bild des aufsteigenden Strahls statt des ursprünglich plätschernden „Springquells“ schaltet Meyer die akustischen Assoziationen aus und wendet sich nur noch ans Auge.
Von den sieben Fassungen des Textes gewähren drei einen aufschlussreichen Einblick in die Entstehung:
| Der Brunnen (4. Version, 1866) | Der schöne Brunnen (6. Version, 1870) | Der römische Brunnen (7. Version, 1882) |
| --- | --- | --- |
| In einem römischen Garten Verborgen ist ein Bronne, Behütet von dem harten Geleucht’ der Mittagssonne, Er steigt in schlankem Strahle In dunkle Laubesnacht Und sinkt in eine Schale Und übergießt sie sacht. Die Wasser steigen nieder In zweiter Schale Mitte, Und voll ist diese wieder, Sie fluten in die dritte: Ein Nehmen und ein Geben, Und alle bleiben reich, Und alle Fluten leben Und ruhen doch zugleich. | Der Springquell plätschert und ergießt Sich in der Marmorschale Grund, Die, sich verschleiernd, überfließt In einer zweiten Schale Rund; Und diese gibt, sie wird zu reich, Der dritten wallend ihre Flut, Und jede nimmt und gibt zugleich, Und alles strömt und alles ruht. | Aufsteigt der Strahl und fallend gießt Er voll der Marmorschale Rund, Die, sich verschleiernd, überfließt In einer zweiten Schale Grund; Die zweite gibt, sie wird zu reich, Der dritten wallend ihre Flut, Und jede nimmt und gibt zugleich Und strömt und ruht. |

„Der römische Brunnen“ gehört zur Gattung der Dinggedichte, die sich dadurch auszeichnet, dass ein Gegenstand so plastisch und objektiv wie möglich beschrieben wird.